# Daily Express

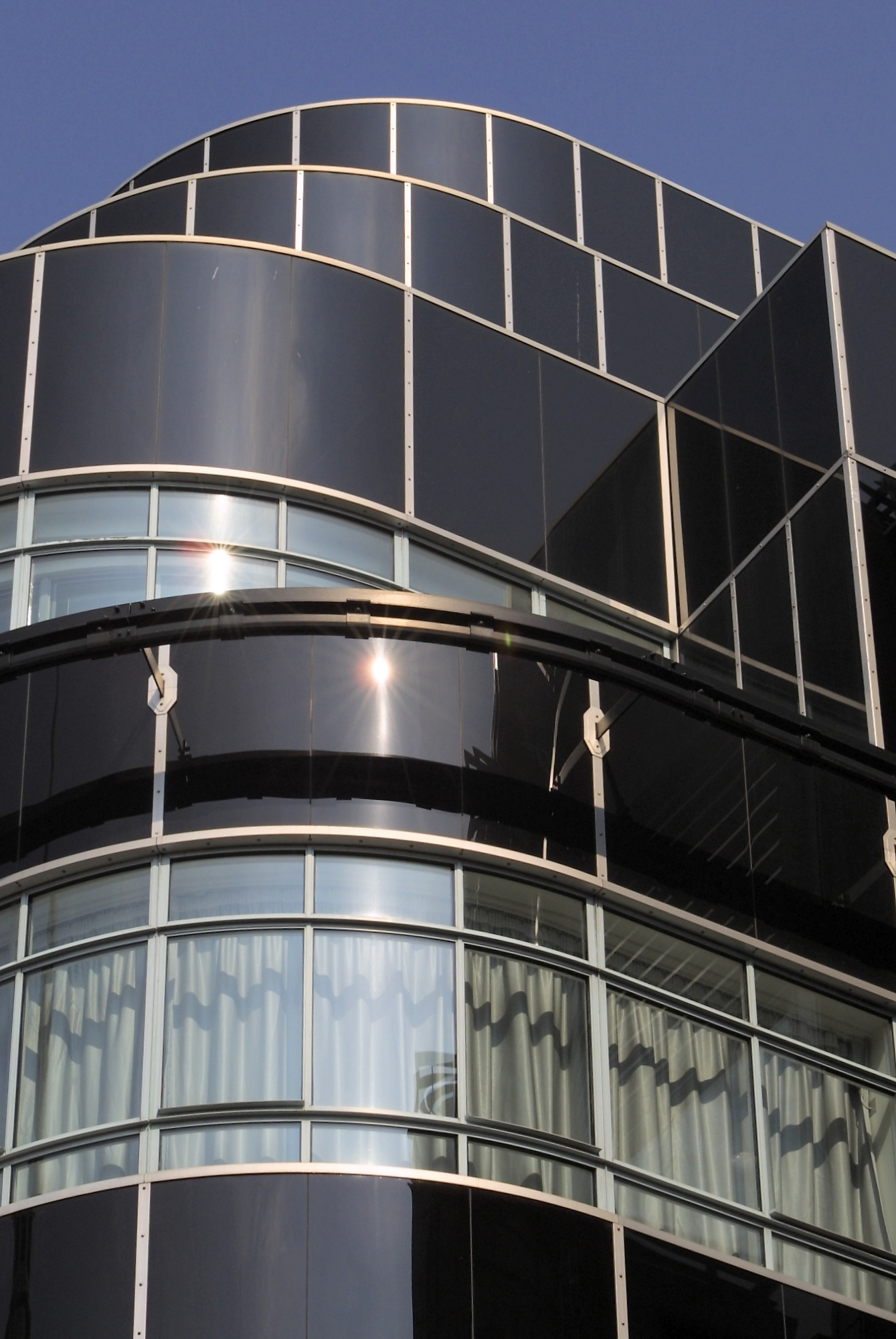
Daily Express, Londýn

Daily Express jsou denní vnitrostátní bulvární noviny určené pro střední trh vydávané ve Velké Británii. Jsou vlajkovou lodí Express Newspapers, dceřiné společnosti Northern & Shell (kterou vlastní zcela Richard Desmond). V červenci 2011 byl denní náklad 625 952 výtisků.
Společnost Express Newspapers současně vydává také Sunday Express (zahájeno v roce 1918), Daily Star a Daily Star Sunday.

## Editoři

### Daily Express
- Arthur Pearson (duben 1900–1901)
- Bertram Fletcher Robinson (červenec 1900 – květen 1904)
- R. D. Blumenfeld (1909–1929)
- Beverley Baxter (1929 – říjen 1933)
- Arthur Christiansen (1933 – srpen 1957)
- Edward Pickering (1957–1961)
- Robert Edwards (acting) (listopad 1961 – únor 1962)
- Roger Wood (1962 – květen 1963)
- Robert Edwards (1963 – červenec 1965)
- Derek Marks (1965 – duben 1971)
- Ian McColl (1971 – říjen 1974)
- Alastair Burnet (1974 – March 1976)
- Roy Wright (1976 – srpen 1977)
- Derek Jameson (1977 – červen 1980))
- Arthur Firth (1980 – říjen 1981)
- Christopher Ward (1981 – duben 1983)
- Sir Larry Lamb (1983 – duben 1986)
- Sir Nicholas Lloyd (1986 – listopad 1995)
- Richard Addis (listopad 1995 – květen 1998)
- Rosie Boycott (květen 1998 – leden 2001)
- Chris Williams (leden 2001 – prosinec 2003)
- Peter Hill (prosinec 2003 – únor 2011)
- Hugh Whittow (únor 2011–)

### Sunday Express
1920: James Douglas
1928: James Douglas and John Gordon
1931: John Gordon
1952: Harold Keeble
1954: John Junor
1986: Robin Esser
1989: Robin Morgan
1991: Eve Pollard
1994: Brian Hitchen
1995: Sue Douglas
1996: Richard Addis
1998: Amanda Platell
1999: Michael Pilgrim
2001: Martin Townsend

## Významní sloupkaři a přispěvatelé

### Současnost
- Jasmine Birtles
- Vanessa Feltz
- Frederick Forsyth
- Lucy Johnston
- Leo McKinstry
- Richard and Judy
- Ann Widdecombe

### Minulost
- Sefton Delmer
- William Hickey
- Peter Hitchens
- Andrew Marr
- Jenni Murray
- Carol Sarler